# 科納科皮亞 (內華達州)
科納科皮亞（英語：Cornucopia）是位於美國內華達州埃爾科縣的鬼鎮。

## 歷史
科納科皮亞的郵局於1873年設立，其後於1883年停運。

## 地理
科納科皮亞所處的海拔為高於海平面1892米（即6208英呎），而該地所採用的時區為UTC-8，即太平洋时区（PST）。同時該地設有夏令時間，為UTC-8調快一小時，即UTC-7（PDT）。